# Lechtal
Lechtal är en dal i Österrike.   Den ligger i förbundslandet Tyrolen, i den västra delen av landet, 500 km väster om huvudstaden Wien.
I omgivningarna runt Lechtal växer i huvudsak barrskog. Runt Lechtal är det ganska glesbefolkat, med 28 invånare per kvadratkilometer.